# Jytte Apel
Jytte Apel ist eine kanadische Biathletin.
Jytte Apel nahm an der Winter-Universiade 2005 in Innsbruck teil. Sie belegte die Plätze 32 im Einzel, 45 im Sprint, 39 in der Verfolgung und erreichte mit der kanadischen Staffel Rang sieben. In den Saisonen 2007/08 und 2008/09 belegte sie in der Gesamtwertung des Biathlon-NorAm-Cup 16. Plätze. Einen ersten Podestplatz erreichte Apel, als sie in der Saison 2009/10 in Canmore hinter Angela Salvi Zweite eines Einzels wurde. Zwei weitere Podiumsplatzierungen folgten in La Patrie. Erstes Großereignis wurden die Nordamerikanische Meisterschaften im Sommerbiathlon 2008 in Canmore. Apel erreichte die Ränge 13 im Einzel, 14 im Sprint und 13 in der Verfolgung in den Skiroller-Wettbewerben.

## Belege
1. ↑  http://www.universitysport.ca/e/international/universiade/innsbruck_2005/results/by_athlete.cfm@1@2Vorlage:Toter+Link/www.universitysport.ca+(Seite+nicht+mehr+abrufbar,+festgestellt+im+April+2018.+Suche+in+Webarchiven) Datei:Pictogram+voting+info.svg Info:+Der+Link+wurde+automatisch+als+defekt+markiert.+Bitte+prüfe+den+Link+gemäß+Anleitung+und+entferne+dann+diesen+Hinweis.

| Personendaten    | Personendaten         |
| ---------------- | --------------------- |
| NAME             | Apel, Jytte           |
| KURZBESCHREIBUNG | kanadische Biathletin |
| GEBURTSDATUM     | 20. Jahrhundert       |